# Nora kommun
 For alternative betydninger, se Nora. (Se også artikler, som begynder med Nora)
59°31′N 15°2′Ø / 59.517°N 15.033°Ø
Nora er en kommune i Bergslagen i landskap Västmanland i det svenske län Örebro län i . Kommunens administrationscenter ligger i byen Nora.

## Byer
Nora kommune har fire byer.
Indbyggere pr. 31. december 2005.
| #  | By       | Indbyggere |
| -- | -------- | ---------- |
| 1. | Nora     | 6 496      |
| 2. | Gyttorp  | 620        |
| 3. | Ås       | 534        |
| 4. | Striberg | 331        |

## Eksterne kilder og henvisninger
- Wikimedia Commons har flere filer relateret til Nora kommun
- ”Kommunarealer den 1. januar 2012” (Excel). Statistiska centralbyrån.